# Green Mountain (Ascension)
Green Mountain ist ein Nationalpark und Berg auf Ascension, einer Insel des Britischen Überseegebietes St. Helena, Ascension und Tristan da Cunha im Südatlantik.
Green Mountain, der lokal auch als The Peak bekannt ist, ist mit 859 m die höchste Erhebung der Insel.

## Geologie
Der Gelände um den Green Mountain ist vulkanischen Ursprungs und entstand im Zeitraum von ungefähr 0,7 bis 0,5 Mio. Jahren BP. Aufgebaut ist es aus massiven pyroklastischen Fallablagerungen (vor allem Bims); die südwestlichen Flanken des Berges bestehen hauptsächlich aus Trachyt.
Der Green Mountain ist die Typlokalität des seltenen Minerals Dalyit.

## Nationalpark
Als Green Mountain National Park ist das Gebiet seit 2005 als Nationalpark proklamiert. Er gehört der IUCN-Kategorie V an. Das Gebiet wurde aufgrund seiner Natur und historischen Bedeutung geschützt.
Für Besucher stehen sieben Wanderwege, Picknick- und Zeltplätze zur Verfügung.

## Flora und Fauna

### Flora
Frühe Besucher von Ascension beschrieben die Insel als nahezu vegetationslos. Nur im Bereich des höheren Green Mountain wuchs etwas, meist Farne, Moose und Gräser. Charles Darwin besuchte Ascension 1836 und bemerkte die Abwesenheit von Bäumen. Sein Freund Joseph Hooker, ein späterer Direktor der Royal Botanic Gardens, schlug nach einem Besuch 1843 vor, die Vegetation des Berges zu verändern.    
Hookers Strategie beinhaltete die Pflanzung von Bäumen, die Regen fördern und die Erosion bekämpfen konnten. Es folgte eine groß angelegte Pflanzung von verschiedenen Arten aus aller Welt mit Hilfe von Setzlingen oder Samen unter anderem aus Kew Gardens, die alleine 330 verschiedene Arten schickten. Es folgte eine natürliche Auslese unter den Pflanzen. Der Nationalpark Green Mountain ist Heimat von sieben (ursprünglich 10) endemischen und zahlreichen eingeführten Pflanzen.
Die existierenden endemischen Arten sind:
- Anogramma ascensionis
- Asplenium ascensionis
- Euphorbia origanoides
- Ptisana purpurascens
- Pteris adscensionis
- Sporobolus caespitosus
- Xiphopteris ascensionense

### Fauna
Im Schutzgebiet finden sich zahlreich Vogelarten sowie Insekten und Schmetterlinge, darunter:
- Francolinus afer
- Gygis alba
- Acridotheres tristis
- Serinus flaviventris
- Estrilda astrild
- Hemidactylus mercatorius
- Gecarcinus lagostoma

Auch Hausschafe, Rinder, Hühner und Kaninchen sind im Nationalpark zu finden.

## Galerie

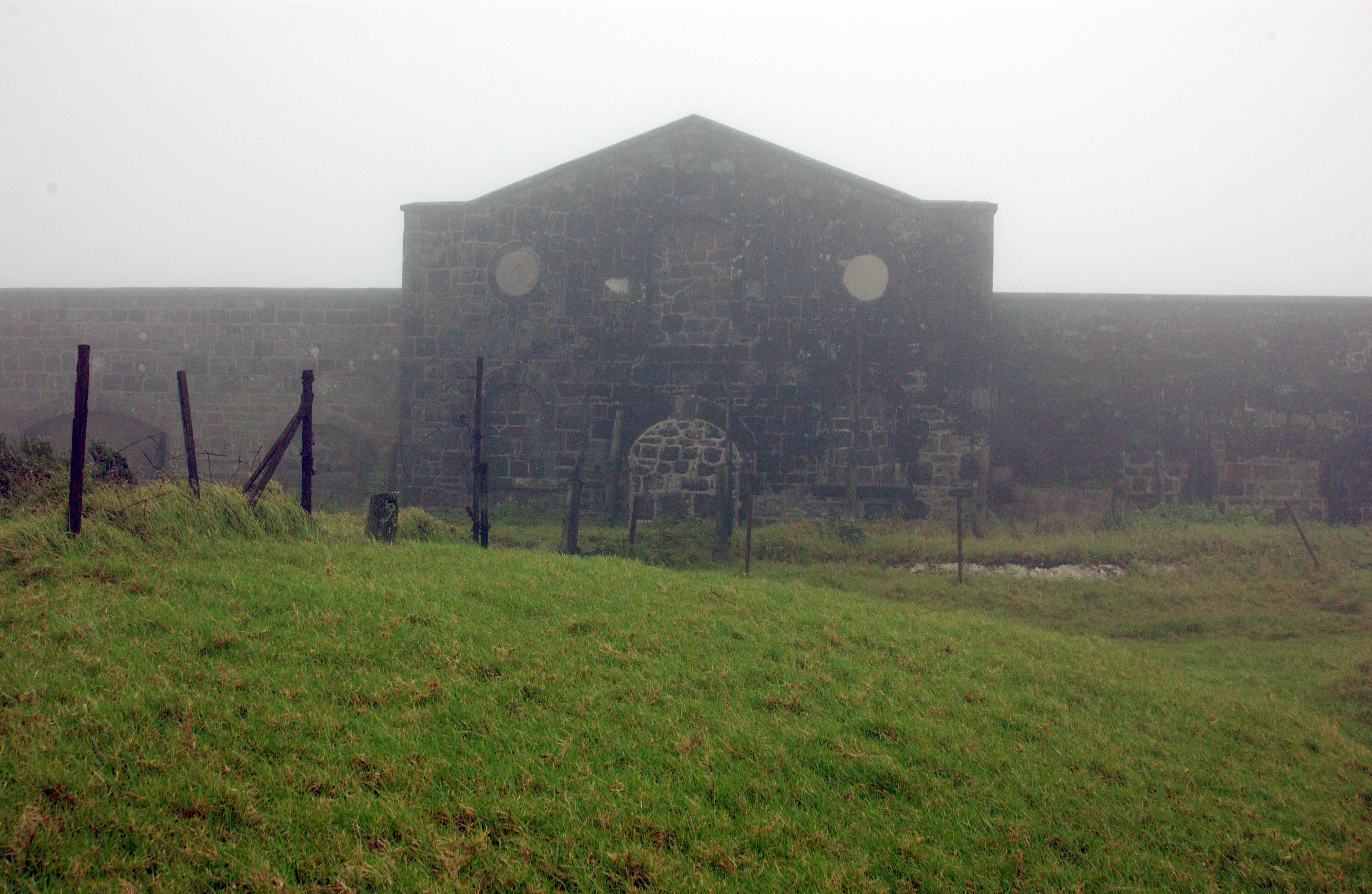
Historische Kaserne auf Green Mountain
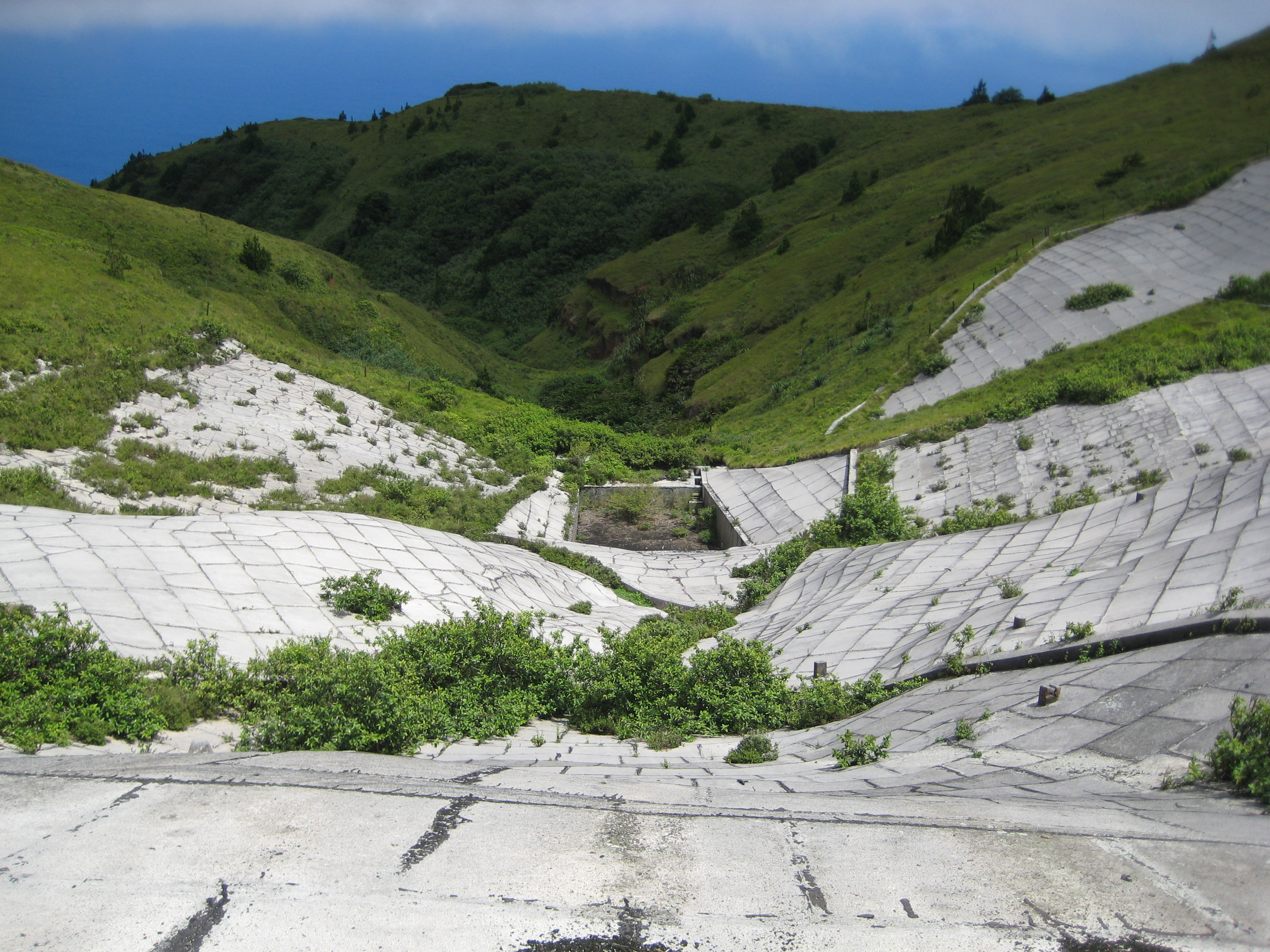
Stillgelegte Wasserauffanganlage auf dem Berg
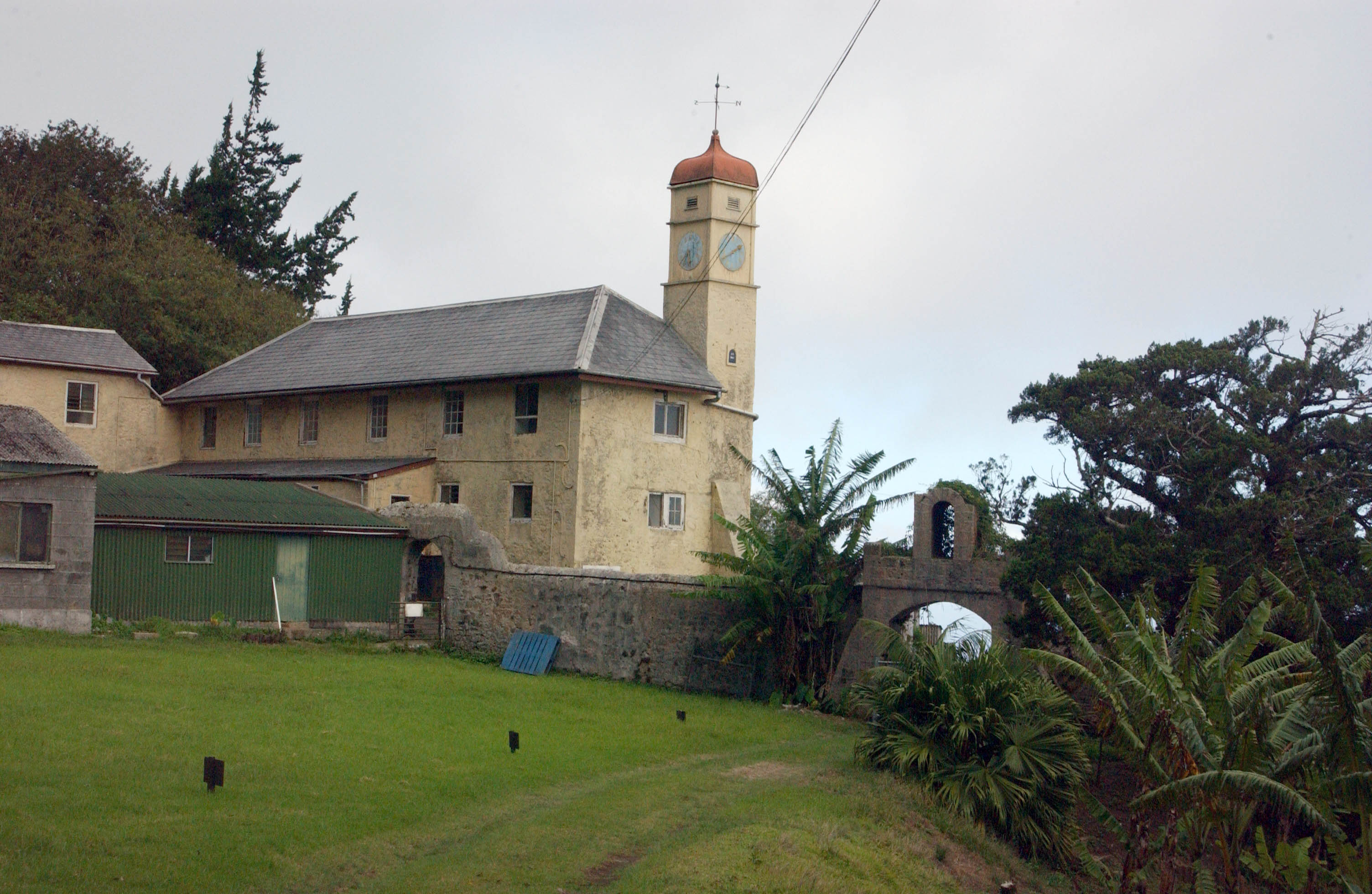
Gebäude auf Green Mountain
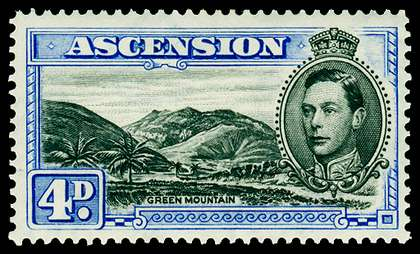
Briefmarke (1938) mit dem Green Mountain
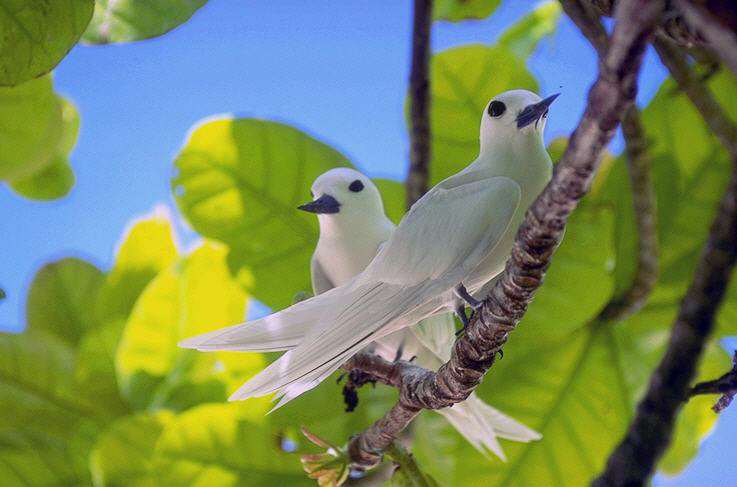
Feenseeschwalbe (Gygis alba)